# تاريخ اليهود في الإمبراطورية الرومانية

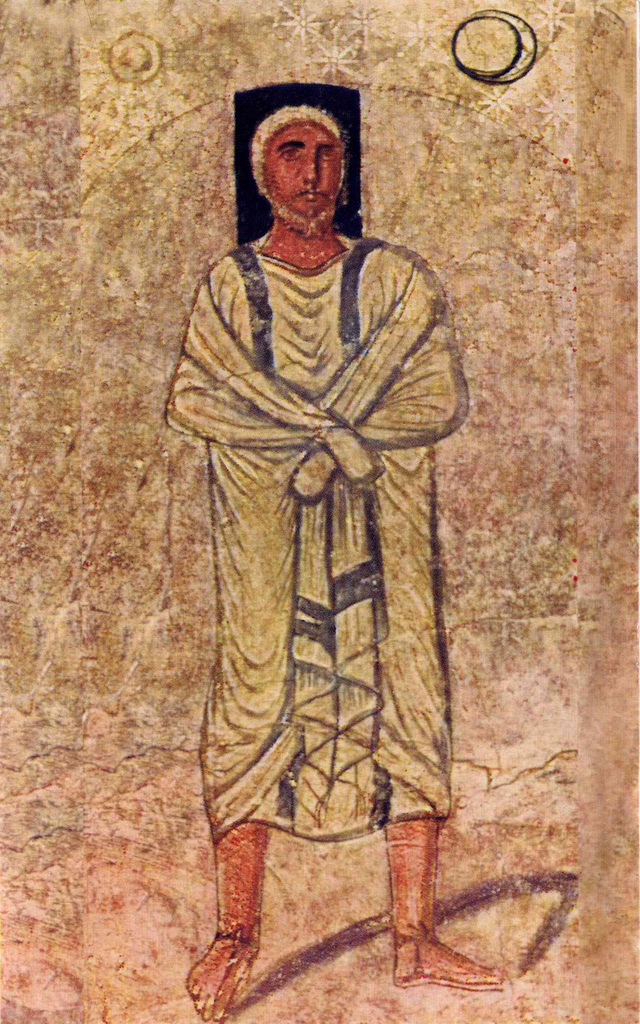

يتتبع تاريخ اليهود في الإمبراطورية الرومانية تداخل اليهود والرومان خلال فترة الإمبراطورية الرومانية (27 ق.م – 476 م). بدأت ثقافاتهم بالتداخل في القرون السابقة للميلاد. هاجر اليهود، كجزء من الشتات اليهودي، إلى روما وأوروبا الرومانية من أرض الميعاد (إسرائيل) وآسيا الصغرى (الأناضول) وبابل والإسكندرية بسبب المصاعب الاقتصادية والحروب المستمرة على أرض الميعاد بين الإمبراطوريتين البطلمية والسلوقية. تمتعت المجتمعات اليهودية في روما بامتيازات وازدهرت اقتصاديًا، وأصبحت جزءًا مهمًا من سكان الإمبراطورية (بنسبة ربما تصل إلى 10%).
أنشأ الجنرال الروماني بومبيوس الكبير في حملته الشرقية الولاية الرومانية سوريا في عام 64 ق.م، واحتل القدس بعدها في عام 63 ق.م. غزا يوليوس قيصر الإسكندرية في حوالي عام 47 ق.م وهزم بومبيوس في عام 45 ق.م. اعتُرف باليهودية رسميًا كدين قانوني في عهد يوليوس قيصر، وهي سياسة اتبعها أول إمبراطور روماني ويُدعى الإمبراطور أغسطس. أسقط الرومان السلالة الحشمونية الحاكمة بعد أن أعلن مجلس الشيوخ الروماني هيرودس الأول ملكًا لليهود في عام 40 ق.م.
تأسست مقاطعة مصر الرومانية في عام 30 ق.م، وأصبحت منطقة يهودا والسامرة وإيدوميا (مملكة إدوم التوراتية) المقاطعة الرومانية لإيوديا في عام 6م. نتجت المعارضة الرومانية لليهودية في عدة حروب يهودية رومانية بين عامي 66-135م، فأدى ذلك إلى تدمير القدس والمعبد الثاني ومؤسسة جمع الضرائب اليهودية في عام 70م ومحاولة الإمبراطور هادريان لإنشاء مستعمرة رومانية جديدة اسمها إيليا كابيتولينا في حوالي عام 130م.

## الحروب اليهودية الرومانية
بدأت الحرب اليهودية الرومانية الأولى في عام 66م. قُمع التمرد من قبل الأباطرة الرومان الذين أتوا لاحقًا فسبازيان وتيتوس. دمّر الرومان جزءًا كبيرًا من معبد القدس في حصار القدس في عام 70م، وتقول بعض الروايات إنهم نهبوا القطع الأثرية الموجودة في المعبد مثل المينوراه (الشمعدان السباعي). استمر اليهود بالعيش في أرضهم بأعداد كبيرة، وذلك على الرغم من نشوب حرب كيتوس بين عامي 115-117 حتى دمر الإمبراطور يوليوس سيفيروس يهودا أثناء إخماده لثورة بار كوخبا التي استمرت بين عامي 132-136. دُمِّرت 985 قرية وتشتت معظم السكان اليهود في وسط يهودا بشكل أساسي (قُتلوا أو بيعوا كرق أو أُرغموا على الفرار). يتركز السكان اليهود الآن في الجليل وبشكل أولي في مدينة يفنه بعد نفيهم من القدس التي أعيد تسميتها لاحقًا بإيليا كابيتولينا.
غيّر هادريان اسم مقاطعة إيوديا إلى سوريا فلسطين والقدس إلى إيليا كابيتولينا بعد الحروب اليهودية الرومانية (66-135) في محاولة لمحو الروابط التاريخية للشعب اليهودي بالمنطقة. لم يُسمح لليهود واليهود المرتدّون أيضًا بعد عام 70 بممارسة دينهم إلا إذا دفعوا الضرائب اليهودية، وحُظروا من دخول القدس باستثناء يوم ذكرى خراب الهيكل تيشـْعاه بئاڤ.

## تشتت اليهود في الإمبراطورية الرومانية
أثر تدمير يهودا بشكل حاسم على تشتت الشعب اليهودي في جميع أنحاء العالم بعد ثورة اليهود الكبرى وثورة بار كوخبا في القرن الثاني، إذ تحول مركز العبادة من المعبد إلى السلطة الحاخامية.
بيع بعض اليهود كعبيد أو نُقلوا كأسرى بعد سقوط يهودا وانضم آخرون إلى الشتات الحالي، وبقي آخرون في يهودا وبدأوا العمل على التلمود اليروشلمي. قُبل وجود اليهود في الشتات بشكل عام في الإمبراطورية الرومانية، وازدادت القيود عليهم مع ظهور المسيحية. أدت عمليات الطرد القسري والاضطهاد إلى تغيرات كبيرة في المراكز الدولية للوجود اليهودي التي غالبًا ما تطلعت عليها المجتمعات النائية على الرغم من أنها لم تكن موحدة دائمًا بسبب تشتت الشعب اليهودي نفسه. طُردت الجاليات اليهودية بأعداد كبيرة من يهودا وأُرسِلت إلى مختلف المقاطعات الرومانية في الشرق الأوسط وأوروبا وشمال أفريقيا. جاء يهود الرومان لتطوير شخصية مرتبطة بالطبقة الوسطى الحضرية في العصر الحديث.